# جلين

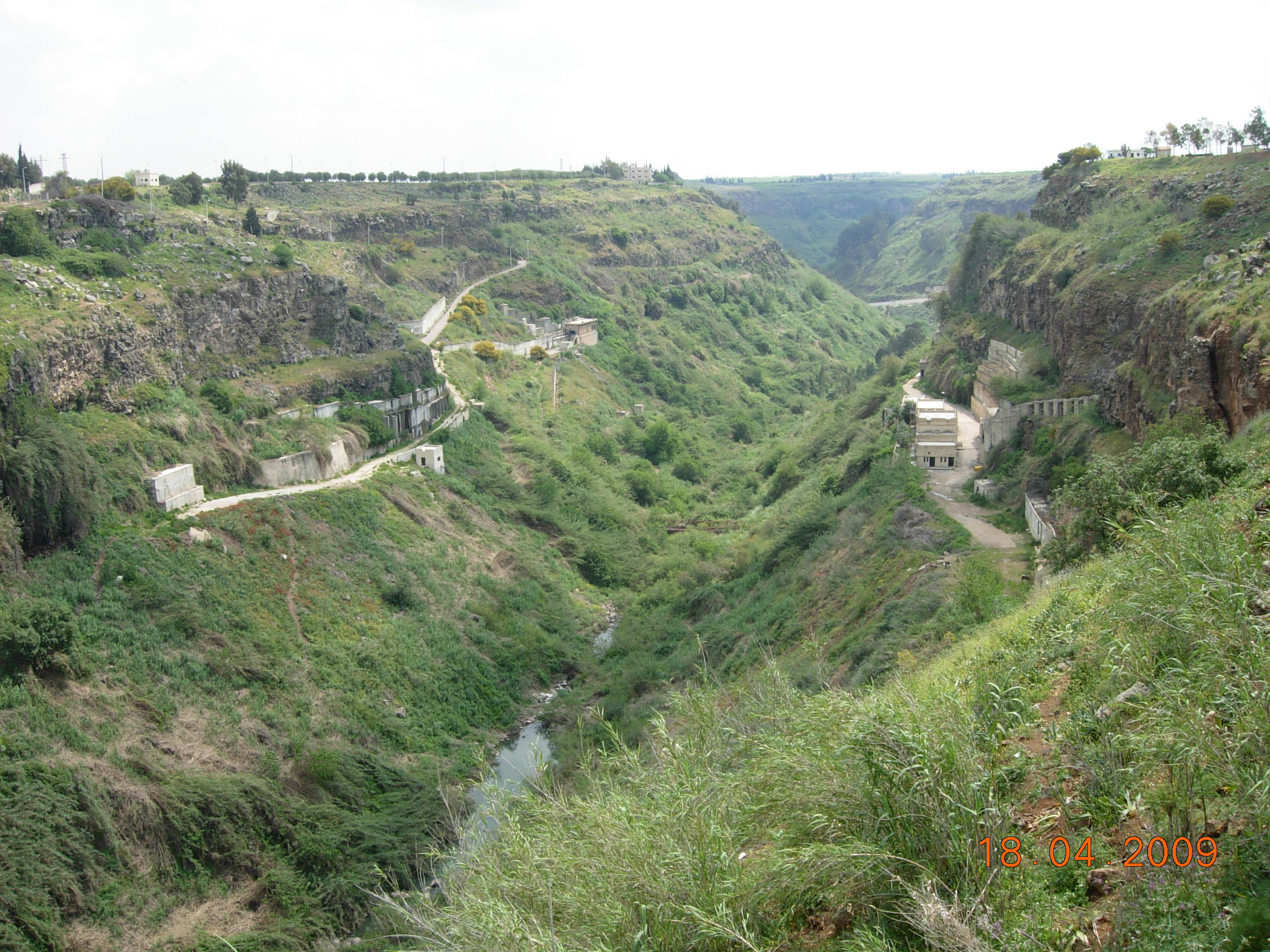
وادي الهرير- جلّين

جلين، قرية تقع غرب مدينة «درعا» على بعد حوالي 25 كم منها. يبلغ ارتفاعها عن مستوى سطح البحر حوالي 420م، تتراوح كمية الأمطار فيها ما بين 400-500 مم، تبلغ مساحة أراضيها 1752 هكتارا المستثمرة منها 593 هكتارا عن طريق الري، و 455 هكتارا بعلا.

## الموقع
يحدها من الجنوب «العجمي» و«الأشعري» و«زيزون»، ومن الشمال «نوى» و«عدوان»، ومن الشرق «طفس» و«الأشعري»، ومن الغرب «سحم الجولان»، يبلغ عدد سكان قرية «جلين» 7000 نسمة سكنوا القرية منذ قرابة مئتي عام، حيث أُعيد بناء هذه القرية ضمن مجموعة من القرى في عهد «إبراهيم باشا» الذي مرّ من هنا.
ثم توسعت قرية «جلين» بعد عام "1963" وامتدت باتجاه الشمال وبدأ سكانها ببناء المنازل الإسمنتية الحديثة والتي تختلف عن تلك الموجودة إلى جانب «وادي اليرموك».

## الوضع الاقتصادي
يعمل معظم السكان في الزراعة، إذ تبلغ نسبة العاملين بالزراعة في «جلين» حوالي 80% من مجموع سكانها، ويعمل قسم آخر بتربية الحيوانات في مقدمتها الأبقار والأغنام والنحل والدواجن؛ كما يعمل قسم من السكان في الوظائف الحكومية.
يزرع الأهالي العديد من المحاصيل وفي مقدمتها الحبوب وأهمها القمح والشعير والعدس والفول والبازلاء، وهناك الخضراوات وفي مقدمتها البندورة والفليفلة والباذنجان وتشتهر قرية «جلين» بزراعة التبغ، أما بالنسبة للأشجار المثمرة فيوجد في «جلين» 6 آلاف شجرة عنب، و 7500 شجرة زيتون، وألف شجرة رمان، تزرع اللوزيات في القرية بكميات قليلة وكذلك الحمضيات حيث يوجد ألف شجرة ليمون.
وبالنسبة للثروة الحيوانية يوجد في القرية 600 رأس من الأبقار، والأغنام يقارب عددها 3 آلاف رأس، أما الماعز فتقدر ب500 رأس، لدينا مئة خلية نحل، ومزرعة دواجن ولكنها مغلقة بانتظار أن يتم ترخيصها».
تتبع قرية «جلين» من الناحية الخدمية والإدارية لناحية «المزيريب»، تتوافر في القرية معظم الخدمات الأساسية كالمدارس، أما إمدادات المياه فمصدرها شبكة ينابيع الوادي، وفيها شبكة طرق تربطها بالمناطق المجاورة، ومواصلاتها جيدة لأنها تقع على طريق «درعا- الشجرة».
يوجد في القرية مجموعة من الآثار التي تعود للعهد الروماني وفيها مبان ونقوش ومنشآت مائية ومدافن ومطاحن مائية، ويحيط بالقرية مجموعة من الخرب القديمة مثل «خربة كوكب» و«خربة السامرية»، يوجد في القرية مركز للبحوث الزراعية تابع للمركز العربي التابع للجامعة العربية، كما يوجد فيها الشركة السورية- الليبية للإنتاج الحيواني».